# Малахов, Михаил Фёдорович
Михаил Федорович Малахов (род. 13 ноября 1946 года) — казахстанский юрист, занимал должность второго Председателя Верховного Суда Республики Казахстан, родился в Куйбышеве. 

## Биография
С сентября 1989—1993 гг. — первый заместитель Председателя Верховного Суда РК. 
С декабря 1993—1996 гг. — Председатель Верховного Суда Республики Казахстан.
Ушёл в отставку после коррупционного скандала.
Получил лицензию нотариуса № 0001 и долгое время осуществлял нотариальную практику в Астане.
Сын Дмитрий Малахов занимает должность  Председателя Высшего Судебного Совета Республики Казахстан (с 19.09.2024). В прежние годы Заместитель Председателя Агентства Республики Казахстан по противодействию коррупции (09.2020-03.2022);  Первый заместитель Председателя Агентства Республики Казахстан по противодействию коррупции (03.2022-10.2023); Заместитель Председателя Агентства Республики Казахстан по финансовому мониторингу (11.10.2023-13.02.2024);  Председатель Агентства Республики Казахстан по финансовому мониторингу (13.02.2024-16.09.2024);
·      